# Platynus jonesi
Platynus jonesi är en skalbaggsart som beskrevs av Barr. Platynus jonesi ingår i släktet Platynus och familjen jordlöpare. Inga underarter finns listade i Catalogue of Life.